# Mike Mampuya
Mike Mampuya-Mawawu Willems Rory Adams (Verviers, 17 januari 1983) is een voormalig Belgische voetballer van Congolese afkomst die als rechterverdediger speelde.

## Loopbaan
Mampuya's carrière begon na een jeugdopleiding bij RSC Anderlecht (1998-2000), bij Racing Genk (2000-2003), waar hij niet aan spelen toe kwam. Daardoor verhuisde hij naar Heusden-Zolder, waar hij ook niet verder kwam dan tien wedstrijden. Een seizoen later wordt hij bij KSK Tongeren een vaste waarde in het team. In het seizoen 2005/06 speelde hij voor Vigor Hamme. Daardoor verhuisde hij in 2006 naar Lierse SK, waar hij na tien wedstrijden mag vertrekken op verdenking van gokfraude. Mumpaya komt dan bij Helmond Sport terecht, waar hij een basisplaats veroverde en daarmee een transfer naar het gepromoveerde VVV-Venlo verdiende. Trainer Jan van Dijk gebruikte hem in het tweede helft van het seizoen 2008/09 nog amper, waardoor hij in juli 2009 inging op een aanbieding van Helmond Sport, dat hem een amateurcontract gaf.
In het seizoen 2010/11 speelde hij voor Doxa Katokopia op Cyprus en in 2011 bij Enosis Neon Paralimni.
In het seizoen 2013/14 speelde hij bij het Schotse Livingston FC, wat uitkwam in de Scottish Championship. Van oktober 2014 tot medio 2016 kwam hij uit voor de Schotse amateurclub Broxburn Athletic FC.
Op 9 februari 2011 speelde hij eenmalig voor het voetbalelftal van Congo-Kinshasa in een vriendschappelijke wedstrijd tegen Gabon.

## Statistieken
| Seizoen | Club              | Competitie     | Competitie | Competitie | Beker | Beker | Playoffs | Playoffs | Totaal | Totaal |
| Seizoen | Club              | Competitie     | Wed.       | Dlp.       | Wed.  | Dlp.  | Wed.     | Dlp.     | Wed.   | Dlp.   |
| ------- | ----------------- | -------------- | ---------- | ---------- | ----- | ----- | -------- | -------- | ------ | ------ |
| 2002/03 | KRC Genk          | Eerste klasse  | 0          | 0          | 0     | 0     | —        | —        | 0      | 0      |
| 2003/04 | K. Heusden-Zolder | Eerste klasse  | 10         | 0          | 0     | 0     | —        | —        | 10     | 0      |
| 2004/05 | KSK Tongeren      | Derde klasse   | 25         | 9          | 2     | 1     | —        | —        | 27     | 10     |
| 2005/06 | VW Hamme          | Tweede klasse  | 23         | 2          | 2     | 1     | —        | —        | 25     | 3      |
| 2006/07 | Lierse SK         | Eerste klasse  | 10         | 0          | 1     | 0     | —        | —        | 11     | 0      |
| 2006/07 | Helmond Sport     | Eerste divisie | 16         | 0          | 0     | 0     | —        | —        | 16     | 0      |
| 2007/08 | VVV-Venlo         | Eredivisie     | 33         | 0          | 1     | 0     | 3        | 0        | 37     | 0      |
| 2008/09 | VVV-Venlo         | Eerste divisie | 19         | 0          | 0     | 0     | —        | —        | 19     | 0      |
| 2009/10 | Helmond Sport     | Eerste divisie | 26         | 0          | 2     | 1     | 4        | 0        | 32     | 1      |
| 2010/11 | Doxa Katokopia    | A Divizion     | 25         | 0          | 0     | 0     | —        | —        | 25     | 0      |
| 2011/12 | EN Paralimni      | A Divizion     | 20         | 0          | 0     | 0     | —        | —        | 20     | 0      |
| 2012/13 | EN Paralimni      | A Divizion     | 0          | 0          | 0     | 0     | —        | —        | 0      | 0      |
| 2013/14 | Livingston FC     | Championship   | 15         | 0          | 2     | 0     | —        | —        | 17     | 0      |
| Totaal  | Totaal            | Totaal         | 222        | 11         | 10    | 3     | 7        | 0        | 239    | 14     |